# Circondario di Herzberg
Il circondario di Herzberg (in tedesco Kreis Herzberg) era un circondario del distretto di Cottbus, nella ex DDR. Dal 1990 al 1993 ha continuato ad esistere nel Land attuale del Brandeburgo. La sede dell'amministrazione circondariale era a Herzberg (Elster).

## Stemma

Stemma del circondario fino al 1990

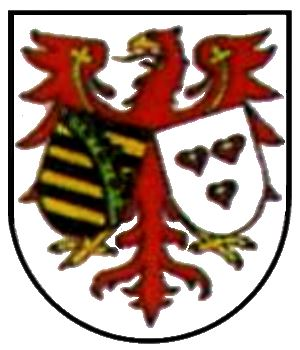
Stemma del circondario dal 1990 al 1993

Il distretto di Herzberg adottò inizialmente lo stemma del circondario di Schweinitz. A causa del regolamento sui sigilli della Repubblica Democratica Tedesca del 28 maggio 1953, tutti gli stemmi regionali persero il loro significato come marchi o sigilli; tuttavia quelli delle città continuarono ad essere utilizzati sugli edifici o nelle pubblicazioni senza svolgere una funzione ufficiale. Solo con la Costituzione municipale della RDT del 17 maggio 1990, i comuni e i distretti hanno potuto utilizzare per la prima volta degli stemmi come sigilli. Il distretto di Herzberg ebbe da allora un nuovo emblema, in cui erano inseriti l'aquila del Brandeburgo, gli stemmi dei conti di Brehna e quello elettorale della Sassonia.

## Storia
Il circondario di Herzberg fu istituito il 25 luglio 1952 con la riforma amministrativa della RDT.
Il 17 maggio 1990 assunse il nuovo nome di Landkreis Herzberg (circondario territoriale di Herzberg), e poco dopo, in seguito alla riunificazione tedesca, divenne parte del nuovo Stato federato del Brandeburgo.
Il 6 dicembre 1993, nell'ambito della riforma amministrativa del Brandeburgo, il circondario venne soppresso; le città e i comuni che lo componevano passarono tutti al circondario dell'Elba-Elster appena istituito.